# Szimmetria (biológia)

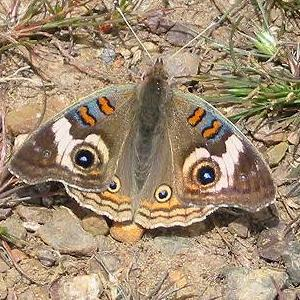
A pávaszemes lepke szárnyainak finom mintázata a kétoldali szimmetriát példázza

A szimmetria a biológiában a test egyes részeinek vagy formáinak kiegyensúlyozott eloszlása. A legtöbb többsejtű szervezet alapszabása (body plan) magában foglal valamilyen, sugaras (radiális) vagy kétoldali (bilateriális) szimmetriát. A szervezetek elenyésző kisebbsége aszimmetrikus.
A természetben és a biológiában a szimmetria csak hozzávetőleges. Például a szimmetrikusnak tartott faleveleket félbehajtva ritkán fogja a két levélfél pontosan fedni egymást.

## Szabálytalan forma
A teljesen szabálytalan formájú (anaxonia), aszimmetrikus élőlények közé tartoznak a szivacsok és az amőbák (Amoebozoa).

## Gömb alapforma

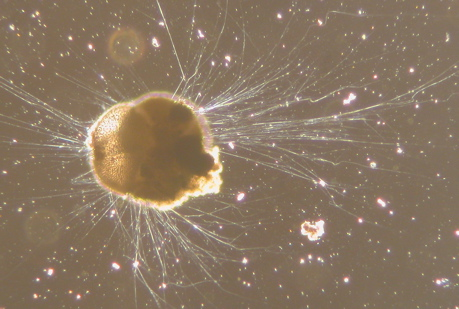
Élő Ammonia tepida, egy Foraminifera, amely egy síkban feltekeredett kamrasorból áll, közel kétoldali szimmetriával rendelkezik.

Ha a test gömb alakú (homaxonia), a szimmetriasíkok száma tetszőleges lehet. A vízben lebegő egysejtű sugárállatok (Radiolaria) tartoznak ide.

## Egytengelyűség
A testnek egyetlen főtengelye van (monaxonia), melyen tetszőleges számú szimmetriasík fektethető. Az Opalina- és Euglena-fajok tartoznak ide.

## Sugaras szimmetria

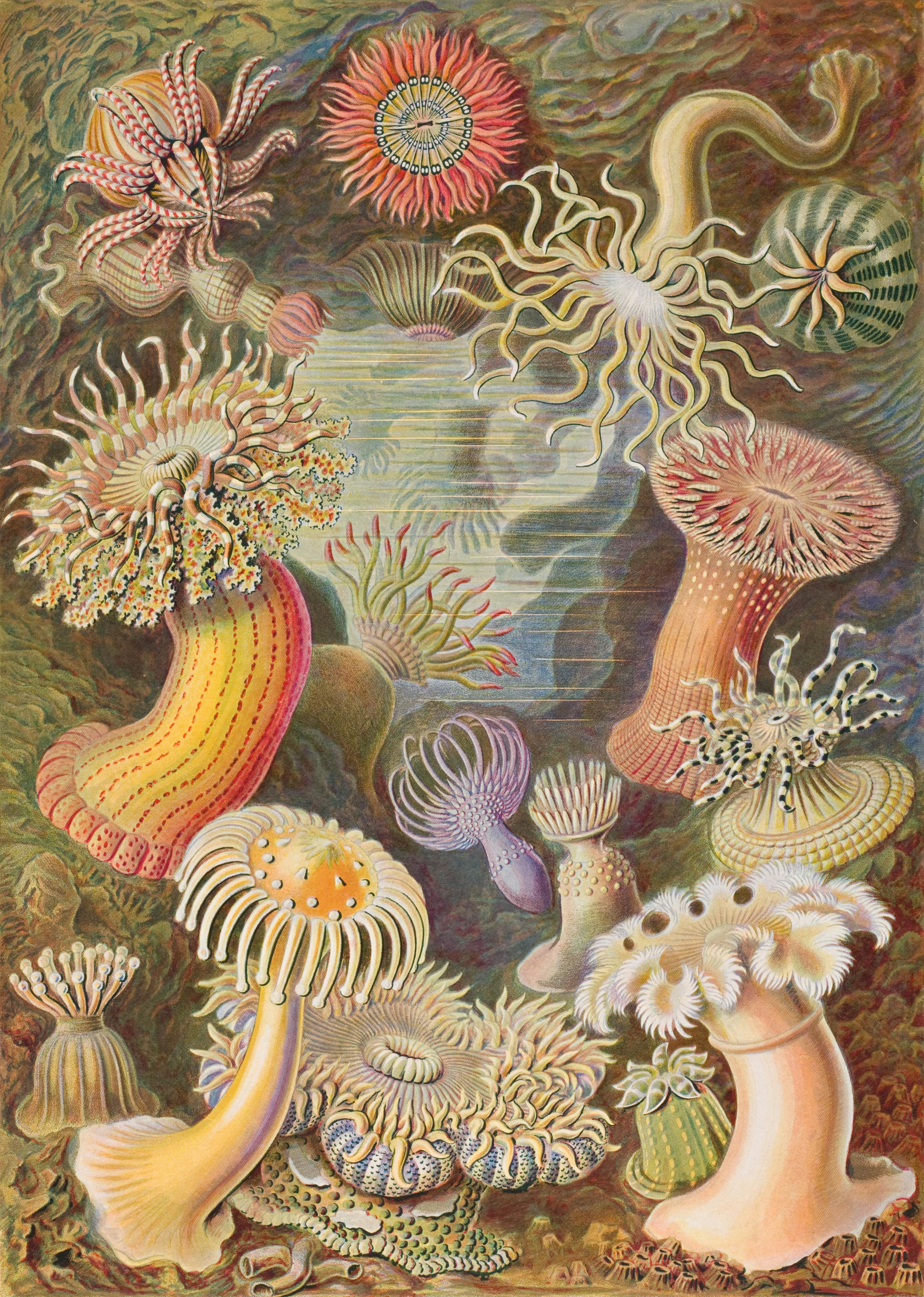
Ezek a tengeri anemonák sugaras szimmetriát mutatnak. (Fotólemez Ernst Haeckel Kunstformen der Natur-jából).

A sugaras szimmetriájú szervezetek egy tortához hasonlóan, több sík mentén elvágva nagyjából megegyező szeleteket kapunk. Egy ilyen élőlénynek nincsen „bal” vagy „jobb” oldala. Kizárólag az alsó és felső részükről (Anatómiában használatos síkok és irányok#Dorzális és ventrális) beszélhetünk. A sugaras szimmetria a szervezet egyetlen síkjára nézve áll fenn.
Erre a síkra merőlegesen a szervezetnek egy főtengelye van, a szervek e főtengely körül, sugárirányban helyezkednek el. Számuk 3, 4, 5, 6 vagy 8 lehet. Előfordul még aszcidiáknál (Ascidiacea) a kétsugaras szimmetria, ahol két főtengely van körül rendeződnek sugárirányban a szervek.

### Állatok
A legtöbb sugaras szimmetriát mutató állat szimmetriatengelye a szájat is magában foglaló orális felszín közepét a szájnyílással ellentétes (aborális) felszín közepével köti össze. Ez a fajta szimmetria a helyhez kötött (szesszilis) életmódú állatokra jellemző, mint a tengeri anemonák, lebegő állatokra, mint a medúzák, illetve egyes lassú mozgású szervezetekre, mint a tengericsillagok (lásd a sugaras szimmetria speciális eseteit). A csalánozók és a tüskésbőrűek törzsei sugarasan szimmetrikusak (bár sok tengeri anemona és némelyik korall egy egyszerű struktúra, a siphonoglyph által meghatározott kétoldali szimmetriát mutat) (Willmer, 1990).

### Növények
Sok virág mutat (aktinomorfnak is nevezett) radiális szimmetriát. Nagyjából egyforma szirom- és csészelevelek, porzók jelentkeznek a virág középpontja körül szabályosan ismétlődve.

### A sugaras szimmetria speciális esetei

#### Tetramer
Számos kehelyállatnak (Scyphozoa) van négy testi csatornája, így négyes radiális szimmetriát mutatnak, vagyis négy egyforma részre vághatók.

#### Pentamer
- Állatok

A tüskésbőrűek (mint például a tengericsillagok és tengerisünök) testrészei a szájnyílás tengelye körül öt azonos szektorba rendeződnek. törzsfejlődésileg azonban a kétoldali szimmetriájú állatok csoportjából fejlődtek ki. Lárvaformájuk még kétsugaras szimmetriát mutat, később fejlődik ki az ötös szimmetria. A sugárállatoknál is sűrűn előfordulnak ötös szimmetriájú formák, például a Pentaspheridae, az Euchitoniidae-n belül a Pentinastrum csoport, és a Cicorrhegma (Circoporidae).
- Növények

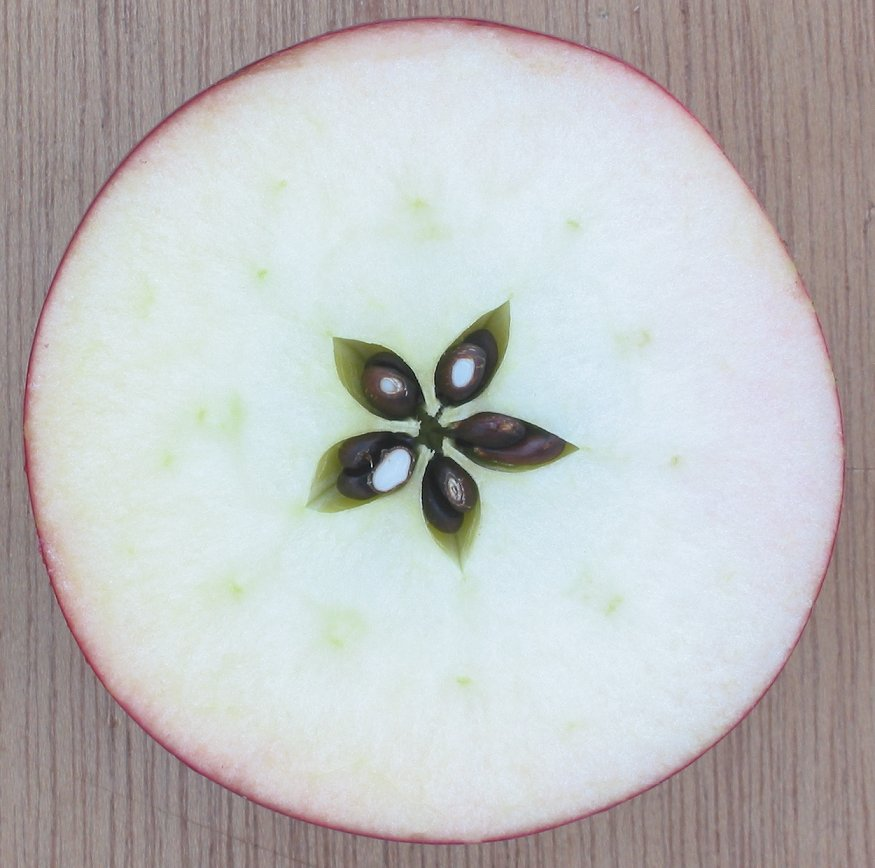
A horizontálisan felvágott alma ötös szimmetriát mutat

A zárvatermők gyakrabban mutatnak ötös szimmetriát, mint bármilyen más formát.
1510–1516 körül Leonardo da Vinci megfigyelte, hogy számos növény szárán az egymást követő levelek elfordulása (a phyllotaxis) 2/5. Ez a leggyakoribb a levél-elrendezések között.
Számos gyümölcs is ötös szimmetriát mutat, például jól megfigyelhető az alma termésének magjainál.

#### Hexamer és oktamer
A korallok és tengeri anemonák, avagy virágállatok (Anthozoa) két csoportba oszthatók szimmetriáik alapján. A leggyakoribbak a hatosztatú korallok (Hexacorallia), hatos szimmetriájú alapszabással; polipformájuk hatos belső szimmetriát mutat és a csápjaik száma is a hat többszöröse.
A nyolcosztatú korallok (Octocorallia) polipformáinak nyolc csápja van, szimmetriájuk oktamer (nyolcas) sugaras szimmetria.

## Kétoldali szimmetria

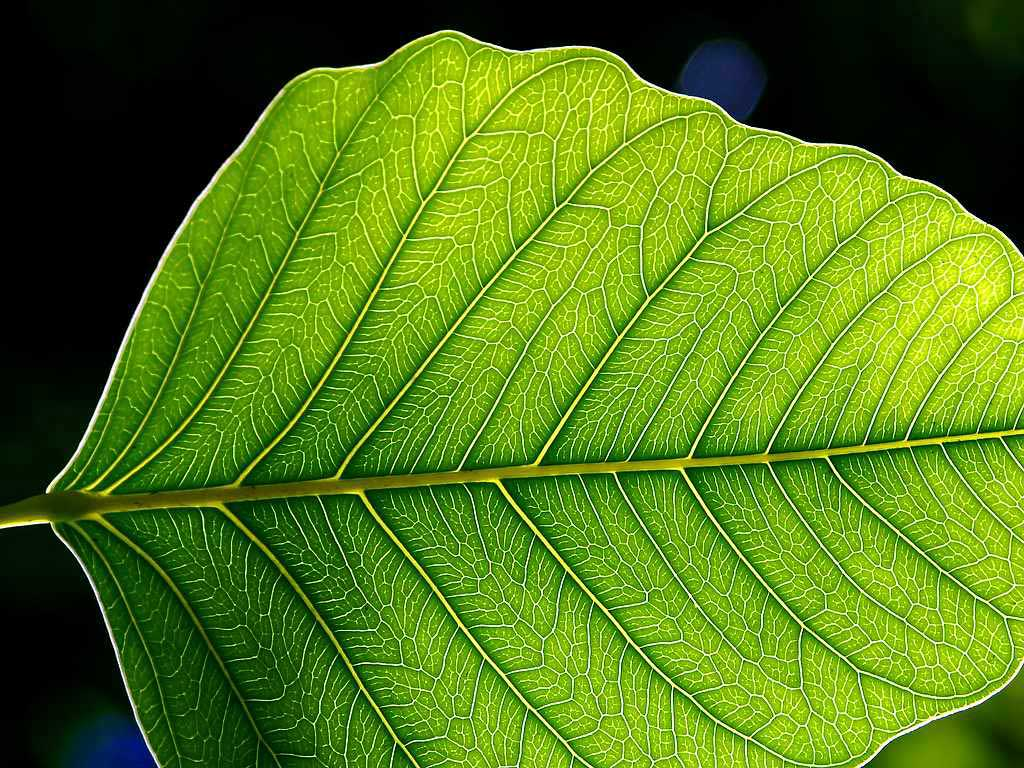
Kétoldali szimmetriát mutató levél.

A kétoldali szimmetria vagy síkszimmetria esetében egy olyan sík, a szagittális sík van, ami a szervezetet két félre osztja, amik nagyjából egymás tükörképei (csak külső megjelenésben, lásd situs solitus). Tehát megközelítőleg tükörszimmetrikusak. Sok esetben a két felet értelemszerűen „bal” és „jobb” félnek hívhatjuk, például abban az esetben, amikor az állat fő mozgásiránya megegyezik a szimmetriasíkba esik.

### Állatok
A legtöbb állat (és természetesen az ember is) kétoldali szimmetriát mutat, és a Bilateria rendszertani csoporthoz tartozik. A legrégebbi ismert kétoldalasan szimmetrikus állat a Vernanimalcula. A legtöbb bilaterálisan szimmetrikus állat oldali megegyező képet mutatnak, mintha egy tükörrel lennének kettévágva.
A kétoldali szimmetria kialakulása az aktívan mozgó élőlényeket részesíti előnyben, ezenkívül lehetővé tette a szervezet áramvonalasítását, elősegítette a központi idegrendszer kialakulását, hozzájárult az enkefalizációhoz. A gerinchúrosok és a gerincesek is bilaterálisan szimmetrikusak.

### Növények
A hüvelyesek és az orchideafélék családjaiban általában kétoldalian szimmetrikusak a virágok (zigomorfak). A legtöbb növény levele is bilaterális szimmetriát mutat.

## Fordítás
- Ez a szócikk részben vagy egészben  a   Symmetry (biology) című angol Wikipédia-szócikk ezen változatának fordításán alapul.  Az eredeti cikk szerkesztőit annak laptörténete sorolja fel. Ez a jelzés csupán a megfogalmazás eredetét és a szerzői jogokat jelzi, nem szolgál a cikkben szereplő információk forrásmegjelöléseként.